# شخصیت (مجموعه تلویزیونی)
شخصیت (به ترکی استانبولی: Şahsiyet) نام مجموعه تلویزیونی جزو ۲۵۰ سریال برتر تاریخ است. این درام جنایی ساخت ترکیه به نویسندگی هاکان گوندای و کارگردانی اونور سایلاک استکه پوهوتی‌وی آن را منتشر می‌کند. این مجموعه تلویزیونی اینترنتی هر قسمت آن تقریبا۶۰ دقیقه است.
شخصیت در لیست بهترین مجموعه‌های تلویزیونی همه ادوار در تارنمای بانک اطلاعات اینترنتی فیلم‌ها، در رتبه ۲۴ قرار دارد. هالوک بیلگینر برای بازی در نقش آگاه‌بی جوایز بین‌المللی امی را دریافت کرد.

## خلاصهٔ داستان
آگاه بی‌اوغلو (به ترکی استانبولی: Agâh Beyoğlu) کارمند بازنشسته دادگاه است که همسرش مدتی پیش درگذشته بود. او به تنهایی در یک ساختمان قدیمی عثمانی که نام همسر درگذشته‌اش، مبروره، بر آن است؛ در محله بی‌اوغلو زندگی می‌کند. روزی گربه محبوب او، منیربیک، به علّت فراموش کردن آگاه در ریختن غذا برای گربه می‌میرد و آگاه پس از این حادثه به پزشک می‌رود تا علل اختلال حافظه خود را بفهمد. در آنجا است که آلزایمر او تشخیص داده می‌شود. آگاه نمی‌تواند این واقعیت را بپذیرد که آلزایمر دارد و دچار افسردگی می‌شود. روزی آگاه در دیدار با دوستش به فواید ضمنی بیماری‌اش پی می‌برد و تصمیمی می‌گیرد که نقطهٔ عطف داستان است.
نِورا الماس (به ترکی استانبولی: Nevra Elmas) مأمور پلیسی جوان و کمال‌گراست که در مرکز پلیس استانبول کار می‌کند. او تنها کارمند زن در دایره جنایی است ولی همکارانش به علّت جنسیت نورا او را قبول نمی‌کنند و آزار می‌دهند. همکاران او باور دارند نورا لیاقت شغلش را ندارد و فقط برای این که اداره کارمند زنی هم داشته باشد استخدام شده‌است.
قاتلی در استانبول ظاهر شده و میان مقتولان، نورا و آگاه، یک نقطهٔ مشترک وجود دارد: کامبورا.

## بازیگران
| نام بازیگر       | نام شخصیت     | توضیحات                                       |
| ---------------- | ------------- | --------------------------------------------- |
| هالوک بیلگینر    | آگاه بی‌اوغلو  | کارمند بازنشسته‌ای که به آلزایمر مبتلا شده‌است. |
| جانسو دره        | نورا الماس    | مأمور زن پلیس                                 |
| متین آدگلگر      | آتش آربای     | خبرنگار                                       |
| شبنم بوزوکلو     | زحل بی‌اوغلو   | دختر آگاه                                     |
| نجیب ممیلی       | تولگا         | رئیس نورا                                     |
| شنای گورلار      | نکهت          | دوست آگاه                                     |
| اوندر سلن        | ممتاز         | دوست آگاه                                     |
| آیهان کاواس      | گورکان        | پزشک معالج آگاه                               |
| ابراهیم سلیم     | صفا           | همکار نورا                                    |
| فیرات توپکرور    | فیروز         | همکار نورا                                    |
| رجب اوستا        | دوا           | نوهٔ آگاه                                      |
| رابیا سویتورک    | سویدا         | دوست‌دختر دوا                                  |
| آلپتکین اورتورک  | سلیم          | شوهر مادر نورا                                |
| مژده آر          | نسرین         | مادر نورا                                     |
| حمیرا آقبای      | فضا یورتگیل   | همسر یکی از مقتولان                           |
| اونی یالکان      | مفتح یورتگیل  | مقتول                                         |
| اوکان آوچی       | توفان         | مقتول                                         |
| چنگیز سامسون     | رستم          |                                               |
| جان ایلهان       | افشین         | دوست دوا                                      |
| علی سچکینر آلیشی | نعیمان توریدی | مقتول                                         |
| تورهان کایا      | یوکسل         | شوهر سابق مادر نورا                           |
| ناز کاراجا       | ریحان         | دوست دوران کودکی نورا                         |

## بازخورد
اویا دوگان در مقاله‌ای برای روزنامهٔ وطن، ضمن انتقاد از طولانی بودن قسمت اول نوشت «۸۵ درصد قسمت اول به معرفی گذشته آگه‌بی می‌پردازد». عایشه اویلمازل، نویسنده صباح، از کیفیت تولید شخصیت تمجید کرده و آن را «شاید بهترین سریال در تاریخ سریال‌های ترکی» توصیف کرد.

## جایزه‌ها
| سال  | جایزه               | بخش                                          | نامزد                 | نتیجه    | منابع |
| ---- | ------------------- | -------------------------------------------- | --------------------- | -------- | ----- |
| ۲۰۱۸ | جوایز ای‌ن           | بهترین مجموعهٔ تلویزیونی اینترنتی در سال ۲۰۱۸ | شخصیت                 | برنده    | [ ۸ ] |
| ۲۰۱۹ | جنوب از جنوب غربی   | بهترین تیتراژ                                | اتهم جم & انس اوزنباش | نامزدشده | [ ۹ ] |
| ۲۰۱۹ | جایزۀ بین‌المللی امی | بهترین بازیگر مرد                            | هالوک بیلگینر         | برنده    | [ ۵ ] |